# Supermodel of the World
Supermodel of the World (ook: Ford Supermodel of the Year, Nederlands: Supermodel van de Wereld) is een jaarlijkse missverkiezing tussen modellen. De wedstrijd werd in 1980 opgericht door Eileen Ford en heette toen Face of the 80s. Met de verkiezing wordt gezocht naar een toekomstig topmodel in meer dan vijftig landen. De winnares krijgt een contract ter waarde van 250.000 dollar met modellenbureau Ford Models. De eerste en tweede eredame krijgen een contract van respectievelijk 150- en 100 duizend dollar. In 2007 won de Nederlandse Sanne Nijhof de wedstrijd uit de 44 kandidates. Dat jaar kregen ook alle deelneemsters in de top vijf een modellencontract. De nummers vier en vijf kregen een contract van 50.000 dollar.

## Winnaressen

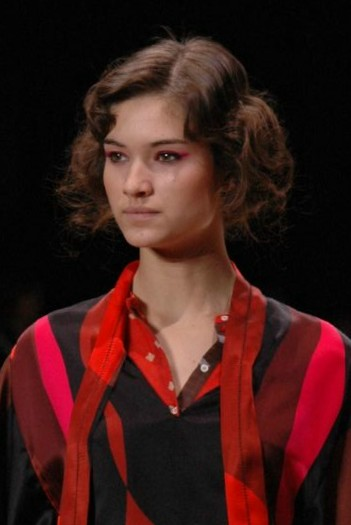
Camila Finn, Supermodel of the World 2005, foto uit 2007

| Jaar | Winnares              | Land                |  | Jaar | Winnares                | Land             |
| ---- | --------------------- | ------------------- |  | ---- | ----------------------- | ---------------- |
| 2012 |                       |                     |  | 2011 | Danica Flores Magpantay | Filipijnen       |
| 2010 | Katrina Karlina Caune | Letland             |  | 2009 | Tayane Leão             | Brazilië         |
| 2008 | Kang Seung-Hyun       | Zuid-Korea          |  | 2007 | Sanne Nijhof            | Nederland        |
| 2006 | Katsiya Damankova     | Wit-Rusland         |  | 2005 | Camila Finn             | Brazilië         |
| 2004 | Nataliya Gotsii       | Oekraïne            |  | 2003 |                         |                  |
| 2002 | Dari Maximova         | Duitsland           |  | 2001 | Asta Buziliauskaitė     | Litouwen         |
| 2000 | Margarita Babina      | Rusland             |  | 1999 | Alyssa Kealy            | Australië        |
| 1998 | Katie Burell          | Verenigd Koninkrijk |  | 1997 | Diana Pereira           | Portugal         |
| 1996 | Leanne Spencer        | Canada              |  | 1995 | Anna Marie Cseh         | Hongarije        |
| 1994 | Veronica Blume        | Spanje              |  | 1993 | Georgia Göttmann        | Duitsland        |
| 1992 | Tricia Helfer         | Canada              |  | 1991 | Daniela Benavente       | Chili            |
| 1990 | Anneliese Seubert     | Australië           |  | 1989 | Synne Myreboe           | Noorwegen        |
| 1988 | Anuschka Muzik        | Tsjechië            |  | 1987 | Celia Forner            | Spanje           |
| 1986 | Caron Bernstein       | Zuid-Afrika         |  | 1985 | Monika Schnarre         | Canada           |
| 1984 | Catherine Ahnell      | Zweden              |  | 1983 | Carrie Miller           | Verenigde Staten |
| 1982 | Renée Simonsen        | Denemarken          |  | 1981 | Annette Stai            | Noorwegen        |